# Abundantní číslo

Přirozená čísla od 1 do 40 a hodnoty součtů jejich dělitelů s(n); abundantní čísla znázorněna modře

Abundantní číslo (z latiny abundans – hojný) je v matematice takové přirozené číslo, které je menší než součet jeho vlastních dělitelů kromě sebe sama. Opakem je deficientní číslo; pokud je číslo rovno součtu jeho vlastních dělitelů kromě sebe sama, jedná se o dokonalé číslo.
Jiná (ekvivalentní) definice abundantního čísla říká, že abundantní číslo je takové přirozené číslo n, pro které platí σ(n) > 2n. Kde σ(n) je součet všech kladných dělitelů čísla n, včetně čísla samého. Hodnota σ(n) - 2n se nazývá abundance čísla n.
Abudantní čísla jsou např.
12, 18, 20, 24, 30, 36, 40, 42, 48, 54, 56, 60, 66, 70, 72, 78, 80, 84, 88, 90, 96, 100, 102, …
Vezměme si například číslo 24. Jeho dělitelé jsou čísla 1, 2, 3, 4, 6, 8, 12 a 24, jejich součet je 60. Protože 60 je větší než 2 × 24, je číslo 24 abundantní. Jeho abundance je 60 - 2 × 24 = 12.
Existuje nekonečně mnoho sudých i lichých abundantních (i deficientních) čísel.
Abundantní číslo je každé sudé číslo, které není prvočíslo, poloprvočíslo nebo jakákoli mocnina (výjimkou jsou lichá čísla, protože i většina lichých čísel splňujících tyto podmínky je kvůli nízkému součtu svých dělitelů deficientní). Nejmenší liché abundantní číslo je 945.
Každé celé číslo větší než 20 161 může být zapsáno jako součet dvou abundantních čísel.